# Адмирал Октябрьский (большой противолодочный корабль)
«Адмирал Октябрьский» — советский большой противолодочный корабль (БПК) проекта 1134-А типа «Кронштадт».

## История
Закладка корабля состоялась 2 июня 1969 года на судостроительном заводе имени А. А. Жданова (Северная верфь) в Ленинграде под заводским номером 726. 14 сентября того же года зачислен в списки кораблей ВМФ СССР. Назван в честь адмирала Ф. С. Октябрьского.
21 мая 1971 года спущен на воду, осенью 1973 года прошёл ходовые испытания, вступил в строй 28 декабря 1973 года. 7 февраля 1974 года корабль вошёл в состав 201 брплк 10 ОПЭСК КТОФ.
С декабря 1982 года по март 1989 года проходил капитальный ремонт на СРЗ «Дальзавод» во Владивостоке, во время которого на корабле были заменены ходовые турбины, паровые котлы, паровые электрогенераторы, установлены ПЛРК «Раструб-Б», системы космической навигации «Шлюз» и космической связи «Цунами-БМ». Присвоен боевой номер 595.
В 1990 году совершил боевой поход в Персидский залив (был одним из последних паросиловых кораблей, совершивших этот поход) под боевым номером 531.
30 июня 1993 года корабль был исключён из боевого состава флота и передан для разделки на металл. 10 марта 1994 года был расформирован.
За время службы БПК «Адмирал Октябрьский» носил следующие бортовые номера:
- 225 (в 1975 году);
- 138 (в 1976 году);
- 595 (в 1982 году);
- 531 (в 1990-1991 годах);
- 585, 238, 561, 564,  (без точной привязки ко времени).